# Тхор Євлампія Яківна
Тхор (Лазарева) Євлампія Яківна (нар. 10 жовтня 1923, Олексіївка, Харківська область, Українська РСР, СРСР — 11 травня 1998, Близнюки, Харківська область, Україна) — українська педагогиня, вчителька географії, заслужена вчителька УРСР (1976).

## Біографія
Народилася 10 жовтня 1923 року в селі Олексіївка Харківської області, в родині Лазаревих Якова Йосиповича і Олександри Іванівни (до шлюбу — Рибалка). Родина належала до категорії особливо бідних, батько у 1924 році помер, залишивши матір удовою з трьома дітьми на руках. Дитинство було важким, мати важко працювала у колгоспі, діти змалечку були змушені вести господарство.  
Закінчила 10 класів Олексіївської середньої школи, випустившись у 1940 році, вступила на філологічний факультет Полтавського педагогічного інституту, та була змушена облишити навчання в Полтаві через новий закон, що зробив освіту у вищих навчальних закладах платною — 300 карбованців на рік. Небагата сільська родина таких грошей не мала, тому молодій студентці довелося перейти на заочну форму навчання і влаштуватися на роботу в Зеленогайський дитячий будинок в селі Високе Харківської області. 
Під час Другої світової війни у 1943 році була вивезена на примусові роботи до Німеччини, з жовтня 1944 року до січня 1945 року перебувала в таборі міста Шонланке (нині польське місто Тшчанка). Повернувшись додому в 1945 році, почала вчителювати в школі рідного села Олексіївка. 
Закінчила Красноградське педагогічне училище у 1948 році, пізніше — геолого-географічний факультет Харківського державного університету у 1957 році.
Працювала в Олексіївській середній школі викладачкою німецької мови (1945—1947), вчителькою молодших класів (1948—1949), географії (1950—1985) і завучем по навчальній частині (1958—1978). 
На уроках впроваджувала міжпредметні зв'язки і інноваційні для того часу методики навчання, удосконалювала навчально-виховний процес, досвід її роботи висвітлювався на обласних і республіканських семінарах та курсах перепідготовки вчителів географії.

## Родина
Чоловік — Тхор Василь Іванович, депортований до України з Польської Республіки (з села Чорне, де проживало переважно лемківське населення) в рамках акції з масового примусового переселення українців до УРСР (одружені з 1946 року), мали трьох доньок.  

## Нагороди
- Почесне звання «Заслужений вчитель УРСР» (1976);
- Медаль «Ветеран праці» (1982);